# Akatopora circumsaepta
Akatopora circumsaepta is een mosdiertjessoort uit de familie van de Antroporidae. De wetenschappelijke naam van de soort is, als Aplousina circumsaepta, voor het eerst geldig gepubliceerd in 1951 door Uttley.